# Orion's Arm

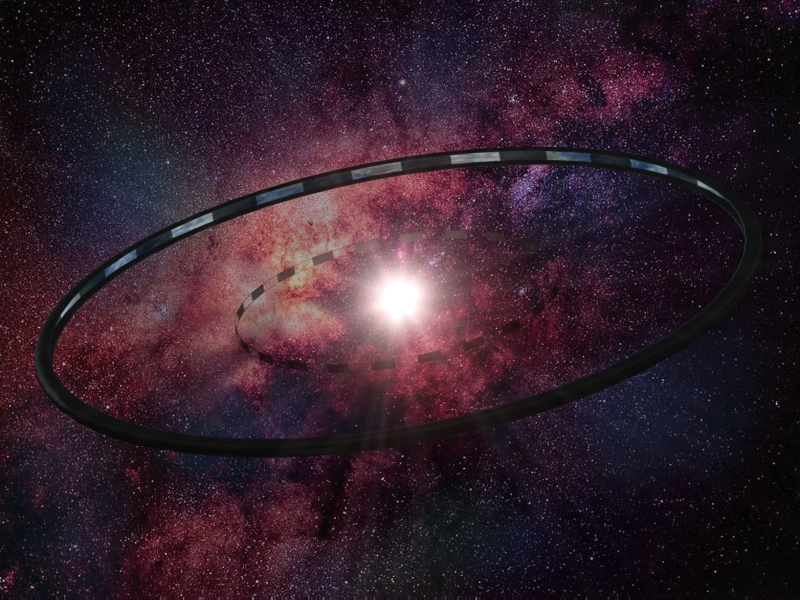
Un anell orbitari al voltant d'una estrella similar als propugnats pel projecte d'Orion's Arm.

Orion's Arm (també anomenat The Orion's Arm Universe Project, OAUP o, simplement, OA) és un projecte de ciència-ficció en línia fundat per M. Alan Kazlev i Donna Malcolm Hirsekorn, i on qualsevol persona hi pot col·laborar amb articles, històries o música.

## Plantejament
Es tracta d'una òpera de l'espai que intenta pronosticar com serà el futur de la Humanitat en els propers 10.000 anys. Els temes que hi apareixen són la colonització de la Via Làctia per part dels humans, l'evolució de l'Homo sapiens sapiens vers altres subespècies gràcies a l'enginyeria genètica per a adaptar-se a altres hàbitats fora de la Terra, el progrés tecnològic i l'especulació sobre les societats del futur pel que fa a les arts, la cultura, etc.

## Personatges
Els habitants d'aquest univers imaginari són "governats" per intel·ligències artificials superintel·ligents (AIs), anomenats "archailects" i que són els descendents dels primers experiments efectuats pels éssers humans. Aquestes intel·ligències són tan potents que poden crear universos en miniatura nous. Els seus cossos existeixen com a intel·ligències distribuïdes en xarxes de cervells informàtics de dimensions planetàries.

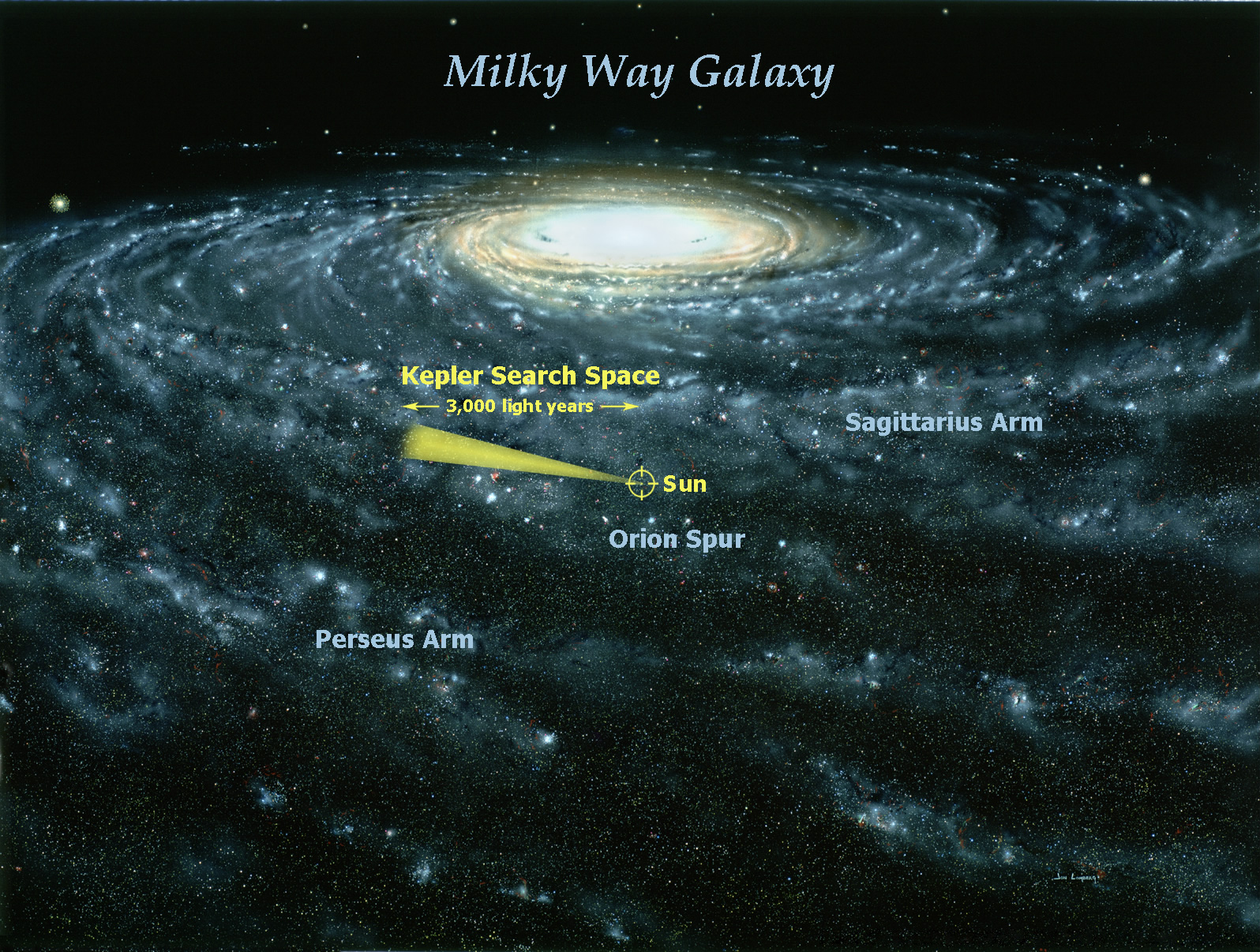
La Via Làctia mostrant, entre d'altres, el Braç d'Orion, el nom del qual serveix com a títol del projecte d'Orion's Arm.

Certes formes de vida extraterrestres hi apareixen però el projecte està totalment enfocat en la biologia d'origen terrestre. Tot i així, els humans normals (Homo sapiens sapiens, ací anomenats "humans de base" o "baselines") són una espècie en perill d'extinció perquè els seus descendents modificats, genètica i cibernèticament, els han anat substituint progressivament.
Hi ha molts tipus de vida intel·ligent: els "nearbaselines" o humans modificats genèticament a un nivell molt bàsic, posthumans, cyborgs (humans amb habilitats físiques que han estat millorades mitjançant la incorporació d'elements mecànics en el cos), "vecs" (robots intel·ligents), "aioids" (ordinadors intel·ligents), "uploads" (intel·ligències transferides a ordinadors), "neumanns" (robots amb la capacitat d'autoduplicar-se, i així anomenats en honor de John von Neumann), "provolves" (animals amb la intel·ligència augmentada), "rianths" (humans amb DNA animal empeltat), "splices" (animals amb DNA humà empeltat), "neogens" (vida intel·ligent sintetitzada de la matèria inanimada) i alienígenes.

## Tecnologia
La nanotecnologia (i els seus derivats: la "picotecnologia", "femtotecnologia", etc.), els ordinadors analògics subatòmics, les esferes de Dyson, els anells orbitaris supraestel·lars i supraplanetaris que fan funcions similars a les esferes Dyson, les megaestructures estel·lars, etc. hi són presents. A més, l'espai colonitzat (una esfera imaginària de 7.000  anys llum tenint com a centre la Terra) està connectat per una xarxa de forats de cuc. No obstant això, la tecnologia que hi és present no es troba en contradicció amb les lleis generals de la Física, així, per exemple, no hi ha viatges interestel·lars a una velocitat superior a la de la llum però hi introdueix conceptes i tecnologies que són objecte d'investigació ara mateix a principis del segle xxi com són la matèria exòtica, els forats de cuc, la intel·ligència i la vida artificials, les megaestructures espacials, la propulsió espacial, la construcció d'hàbitats interplanetaris, la quintaessència, etc.